# Hovy (geslacht)

Hovy is een uit Constantinopel afkomstig geslacht waarvan leden sinds 1842 tot de Nederlandse adel behoren.

## Geschiedenis
De stamreeks begint met Jan Hovy (1674-1743), geboren in Pera (Constantinopel) in 1674 en die omstreeks 1686 chirurgijnsleerling in Amsterdam was. Zijn betachterkleinzoon mr. Willem Gerrit Hovy (1805-1886) werd bij Koninklijk Besluit van 12 maart 1842 verheven in de Nederlandse adel; met een dochter van hem stierf de adellijke tak in 1920 uit.
De familie werd in 1910 opgenomen in het genealogische naslagwerk Nederland's Patriciaat; heropnames volgden in 1923 en 1989.

## Enkele telgen
Jan Hovy (1674-1743), diplomaat, kolonel
- Lodewijk Hovy (1704-1780), oprichter en lid firma Hovy en Lups Jansz, later firma Lod. Hovy & Zoon, later: firma Lod. Hovy & Zoonen
  - Hendrik Hovy (1754-1832), lid firma Lod. Hovy & Zoonen, lid Grote Vergadering van Notabelen
    - Lodewijk Hovy (1779-1805), lid firma H. Hovy en Zoon
      - Jhr. mr. Willem Gerrit Hovy (1805-1886), lid van de ridderschap van Overijssel, lid provinciale staten, kamerheer i.b.d., ridder Militaire Willems-Orde; trouwde in 1828 met jkvr. Marie Louise van Alphen (1808-1895), lid van de familie Van Alphen
        - Jkvr. Louise Rudolphine Julie (1844-1920), laatste adellijke telg; trouwde in 1874 met de broer van haar moeder jhr. mr. François Emanuel Matthieu van Alphen (1822-1899), lid van de Raad van State

Geslachten die opgenomen zijn in het sinds 1910 verschijnende genealogische naslagwerk Nederland's Patriciaat. Lijst volgens opgave van het CBG Centrum voor familiegeschiedenis.
A · B · C · D · E · F · G · H · I · J · K · L · M · N · O · P · Q · R · S · T · U · V · W · Y · Z